# NGC 1172
NGC 1172 je galaksija u zviježđu Eridan.

## Vanjske poveznice
- SEDS: NGC 1172